# Републикански път III-8103
Републикански път IIІ-8103 е третокласен път, част от Републиканската пътна мрежа на България, преминаващ изцяло по територията на Софийска област. Дължината му е 23,7 km.
Пътят се отклонява наляво при 28 km на Републикански път II-81 южно от село Бучин проход и се насочва на запад, като по цялото си протежение следва южното подножие на планината Чепън (част от Западна Стара планина). Минава последователно през селата Цръклевци, Василовци, Мало Малово, Раяновци и Големо Малово и в северната част на град Драгоман се свързва с Републикански път III-813 при неговия 27,7 km.
| Пътища, отклоняващи се надясно (населено място, № на пътя, посока на пътя) | km   | Пътища, отклоняващи се наляво (посока на пътя, № на пътя, населено място) |
| -------------------------------------------------------------------------- | ---- | ------------------------------------------------------------------------- |
| Община Костинброд, II-81, 28 km ←                                          | 0,0  | ← 28 km, II-81, Община Костинброд                                         |
| Община Драгоман                                                            | 3,1  | Община Драгоман                                                           |
| с. Цръклевци                                                               | 6    | с. Цръклевци                                                              |
| с. Василовци                                                               | 8,3  | с. Василовци                                                              |
| с. Мало Малово                                                             | 10,4 | с. Мало Малово                                                            |
| с. Раяновци                                                                | 12,2 | с. Раяновци                                                               |
| с. Големо Малово                                                           | 15,9 | с. Големо Малово                                                          |
| (от 31,7 km на II-81) III-813, 27,7 km, гр. Драгоман →                     | 23,7 | → гр. Драгоман, 27,7 km, III-813 (до 45,4 km на II-63)                    |